# Blutaparon portulacoides
Blutaparon portulacoides là loài thực vật có hoa thuộc họ Dền. Loài này được (A.St.-Hil.) Mears mô tả khoa học đầu tiên năm 1982.